# Bernardo do Espinhaço
Bernardo Puhler, conhecido como Bernardo do Espinhaço, é um montanhista, comunicólogo, produtor, cantor e compositor mineiro. Nascido na Serra do Espinhaço, é conhecido como o cantor dos montanhistas e tem nessa região sua maior inspiração. Criou diversas canções inspiradas no montanhismo e nas atividades outdoor. É ainda um expedicionário com experiência na conquista de novas rotas e cumes brasileiros.

## Biografia
Oriundo de uma família muito ligada à natureza, Bernardo foi escoteiro desde os 6 anos de idade. Já aos 16 fazia suas primeiras travessias, passando a criar os próprios roteiros com apenas 20 anos.[carece de fontes?]
Paralelamente, aos 5 anos estudava piano no conservatório, com 15, tocava em bares e bem novo, lançou o seu primeiro disco autoral. Algumas de suas canções serviram para divulgar descobertas científicas, como a do Lobo-guará Preto, a Rolinha-do-planalto ou ainda na canção Perereca-de-pijama, utilizada por escolas brasileira na educação infantil.[carece de fontes?]
Tornou-se comunicólogo com especialização em turismo de base local. Trabalhou por 5 anos no projeto ER  (Instituto Estrada Real). É sócio-fundador da Imaginosfera, agência pioneira em comunicação verde no Brasil, e também da Aventufilm, produtora de vídeos especializada em filmes de aventura.[carece de fontes?]

## Carreira musical
Bernardo iniciou-se como compositor em 2000 e lançou seu primeiro álbum em 2003. Foi o fundador da banda Músicas do Espinhaço, que esteve ativa entre 2010 e 2013. Desde 2014 dedica-se à carreira solo. Em todos os projetos que participa, sua temática central é o montanhismo. Suas obras já foram premiadas em listas de melhores discos do ano de todo o Brasil.

### Músicas do Espinhaço
O projeto teve início com um estudo musical experimental de Bernardo, que recebeu o nome de “Um Disco Para a Serra do Espinhaço”. A proposta evoluiu e juntaram-se a ele outros músicos para apresentações.
Destacam-se apresentações na própria Serra do Espinhaço e shows voluntários com renda revertida para causas ambientais, como pela criação do Parque Nacional do Gandarela, área próxima a Belo Horizonte que vive grande conflito de interesse entre ambientalistas e mineradoras, e também o mirante natural do Morro Redondo. Exerceu ativismo ambiental pelo Movimento Gandarela entre 2011 e 2014, entre outros.
Com forte engajamento da comunidade montanhista e ativista ambiental, a campanha de financiamento coletivo realizada em 2013 obteve o maior número de apoiadores no estado, até aquele ano. Por meio dela foi gravado e publicado o disco “Janelas”.

### Carreira Solo
Com o encerramento do projeto Músicas do Espinhaço, Bernardo continuou trabalhando com foco em montanhismo e natureza, criando projetos variados dentro dessa comunidade. Apresentou-se em diversas cidades, mirantes naturais e parques de todo o Brasil. Abriu e encerrou eventos de temporadas de montanhas no Espinhaço, na Mantiqueira e em grandes cidades.
Já realizou shows, participações e composições com Lô Borges, Márcio Borges e Marcus Viana. Com Vanessa da Mata realizou um show para 25.000 pessoas em Catas Altas. Em 2021 atingiu o status de maior financiamento coletivo da história do montanhismo até então com o projeto do álbum "O InVerno de Árvorin".

### Turnêxpedições
Bernardo se apresenta desde 2009 em mirantes naturais, formato de shows que acontecem normalmente durante o pôr-do-sol em ambientes naturais, especialmente unidades de conservação. A maioria das atividades tem trekking e camping. Em 2021 criou a primeira Turnêxpedição, levando o formato a mais de 10 estados brasileiros.

### Discografia
| Álbum                                                | Ano  | Projeto              |
| Um Disco Para a Serra do Espinhaço                   | 2003 | Músicas do Espinhaço |
| O Caminho Diamante                                   | 2007 | Músicas do Espinhaço |
| O Encontro das Cordilheiras                          | 2010 | Músicas do Espinhaço |
| Jardim do Mundo                                      | 2011 | Músicas do Espinhaço |
| Janelas                                              | 2013 | Músicas do Espinhaço |
| O Alumbramento de um Guará Negro em uma Noite Escura | 2014 | Solo                 |
| Manhã Sã                                             | 2015 | Solo                 |
| Thardi                                               | 2018 | Solo                 |
| Amorantanhês                                         | 2020 | Solo                 |
| O InVerno de Árvorin                                 | 2021 | Solo                 |

## Montanhismo
Bernardo já realizou mais de 200 travessias e ascensões. Em 2022 foi indicado ao prêmio Mosquetão de Ouro na categoria montanhismo em decorrências das expedições exploratórias realizadas na Serra do Espinhaço. A Serra do Espinhaço, entre Minas Gerais e a Bahia, concentra a maior parte das expedições concretizadas, tornando-o referência de montanhismo exploratório nesse território. Tem ainda criado diversas travessias em unidades de conservação ao longo do Brasil a pedido do IEF e ICMbio. É o fundador e gestor do portal e redes sociais da Serra do Espinhaço, modernizando a comunicação da região. É voluntário no projeto Transespinhaço, de criação da primeira rota de longo curso da Serra do Espinhaço.
Praticou montanhismo na Nova Zelândia, Austrália, Peru, Bolívia, Chile, Uruguai, África do Sul, Moçambique, EUA e em 20 estados brasileiros. Lançou o livro  “O Caminho do Trem”, sobre a expedição que criou a trilha da Maria Fumaça, uma rota de 10 dias de caminhada entre Diamantina e Corinto. Realiza palestras em empresas e universidades, sempre falando sobre montanhismo, ativismo ambiental e sustentabilidade.

### Algumas travessias criadas
Expedição de criação oficial da Travessia do Parque Estadual do Rio Doce - IEF
Expedição de criação oficial da Travessia do Parque Estadual Pau Furado - IEF
Expedição de criação oficial da Travessia Diamantina - Corinto
Expedição de criação da Travessia Felício dos Santos - Parque Estadual do Rio Preto - IEF
Expedição de criação da Travessia Volta do Parque Estadual de Botumirim - IEF
Expedição de criação da Travessia da Volta de Altamira
Expedição de criação da Travessia Botumirim - Campina
Expedição de criação da Travessia Serra Nova - Esbarrancado
Expedição de criação da Travessia Esbarrancado - Monte Azul (via Manga)
Expedição de criação da Travessia Montes Claros - Serra dos Alves - Cabeça de Boi (via Borges)
Expedição de criação da Travessia Serranópolis - Serra Nova  
Expedição de criação da Travessia São João do Bonito - Monte Azul (via Formosa)    
Expedição de criação da Travessia Congonhas do Norte - Inhames
Expedições de criação das 6 rotas de trekking saindo de Belo Horizonte (proj Tulio Marques)
Idealização e criação do Caminho do Sabarabuçu da Estrada Real - IER e FIEMG

### Alguns cumes conquistados *
Pico do Sucuruiu (1.790m), Monte Azul.
Pico do Cadarço (1.431m), Santo Antônio do Retiro.
Pico Gratidão (1.338m), Couto de Magalhães de Minas.
Registro do ponto Culminante da reg. Serra do Cipó (1.710m), Itambé do Mato Dentro.
Pico Mãe Dágua (1.368m), Santana do Riacho.
Pico Travessão Norte (1.447m), Morro do Pilar.  
Pico Altamira (1.629m), Nova União.
Pico Falso Montes Claros (1.620m), Jaboticatubas.
Registro do ponto Culminante de Conceição do Mato Dentro (1.509m).
Pico 2D (1.452m), Santana do Riacho.
Pico 2D + 5 (1.457m), Santana do Riacho.
Pico Barbado (1.382m), Santana do Pirapama.
Pico Santa Cruz dos Alves (1.451m), Congonhas do Norte.
* registros pioneiros como montanhista (turismo exploratório), desconsiderando ascensões de qualquer outro motivo.

### Expedições em veículos
Expedição Serra do Espinhaço Ponta a Ponta por 3 vezes (3.800 kms)
Expedição Terras Médias do Espinhaço (2.070 kms)
Expedição Estrada Real Completa 2 vezes (1.430 kms)
Expedição Mantiqueira 4x4 por 3 vezes (2.200 kms)
Expedição Nova Zelândia Ponta a Ponta (5.500 kms)
Expedição América Latina (8.700 kms)
Expedição de 05 dias em Safaris no Parque Nacional Krugger (África do Sul) e Parque Nacional Limpopo (Moçambique)
Volta do Uruguai (1.650 kms)